# Een vrouw als Eva

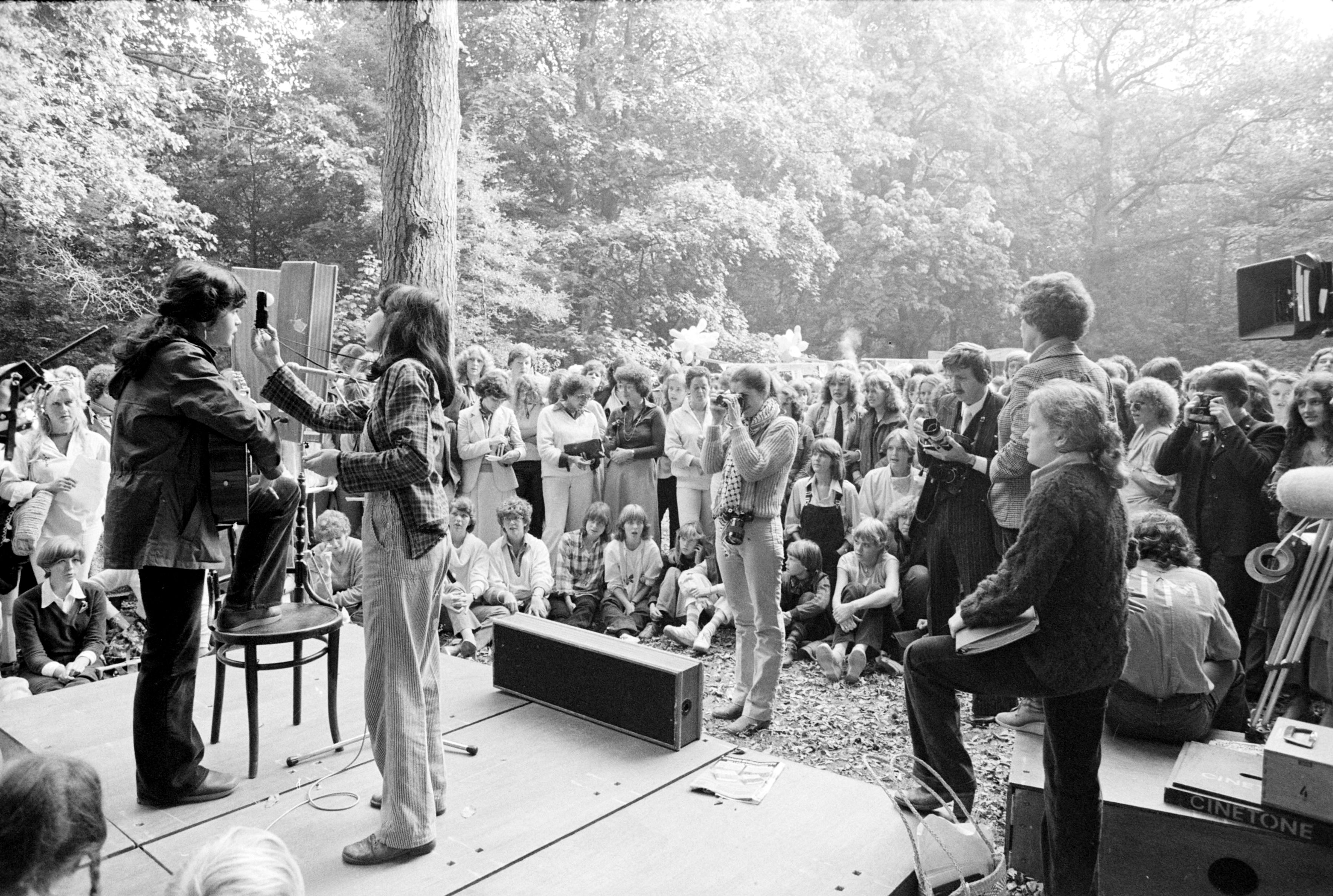
Filmopnamen in Velserbeek, 1978

Een vrouw als Eva is een Nederlandse speelfilm uit 1979 onder regie van Nouchka van Brakel.

## Verhaal
Het verhaal gaat over de huisvrouw Eefje, die getrouwd is met Ad en in een flat woont, samen met hun twee kinderen Sander en Britta. Eva is niet gelukkig met haar bestaan van huishouden, kinderen opvoeden en voor haar man zorgen. Na een uitbarsting bij haar moeder thuis op Moederdag verrassen Ad en buurvrouw Sonja haar met een trip naar Zuid-Frankrijk. Als de beide vrouwen daar naar het strand gaan, ontmoet Eefje tijdens een zwempartijtje de Franse Liliane. Liliane is lesbisch en woont met nog een aantal anderen in de Corbeille commune. Eefje en Sonja gaan er kijken. Sonja vindt het niks, Eefje wordt aangetrokken door de eenvoudige leefstijl van de bewoners, en niet in de laatste plaats door Liliane, die haar Eva noemt, en haar omringt met aandacht. Eenmaal weer thuis kan Eva Liliane niet vergeten, en als Liliane vanwege een vrouwenfestival naar Nederland komt, besluit ze haar weer op te zoeken. Eva's gevoelens raken verward: wil ze verder met Liliane, of toch bij haar man blijven? Ze besluit voor het eerste te kiezen en Liliane achterna te reizen naar de commune Frankrijk. Na de scheiding van Ad worden de kinderen in eerste instantie aan haar toegewezen. Ad bouwt intussen een relatie op met buurvrouw Sonja.
Toch niet in harmonie met de hele situatie wordt Eva in Frankrijk steeds ongelukkiger. Terug in Nederland huurt ze een woonboot waar ook de kinderen bij haar zijn en waar ze Liliane kan ontvangen. Tijdens de voortslepende rechtszaak over hun echtscheiding worden de kinderen uiteindelijk bij Ad geplaatst, ook omdat die inmiddels met Sonja in ondertrouw is gegaan. Volgens zijn advocaat kunnen zo twee onvolledige gezinnen weer één gezin vormen. Eva is nu alleen, ze kan dus in principe doen wat ze wil. Liliane laat de keus helemaal van Eva afhangen. Ze  besluit haar grote liefde te volgen. Eenmaal op het station blijft Eva op het perron een tijdlang staan. Stapt ze op de trein naar een nieuw leven? In de slotscène zien we de trein wegrijden waarna Eva zich omdraait en het perron afloopt.

## Rolverdeling
| Acteur             | Personage                                 |
| ------------------ | ----------------------------------------- |
| Monique van de Ven | Eefje/Eva van Heusden-Verheij             |
| Peter Faber        | Ad van Heusden                            |
| Maria Schneider    | Liliane                                   |
| Mike Bendig        | Sander                                    |
| Anna Knaup         | Britta                                    |
| Truus Dekker       | Eva's moeder                              |
| Marijke Merckens   | Sonja, de buurvrouw                       |
| Renée Soutendijk   | Sigrid                                    |
| Elsje Scherjon     | Mevr. Degenkamp, maatschappelijk werkster |
| Heleen van Meurs   | Advocate van Ad bij rechter               |
| Ben Hulsman        | oom Gerrit                                |
| Theo de Groot      | oom                                       |

## Muziek
De muziek in de film is van Laurens van Rooyen. In de film komen twee liedjes voor, 'Doelloos' en 'Liliane', die beide gezongen worden door Margriet Eshuijs. De teksten zijn van Karin Loomans De songs zijn in 1979 op single uitgebracht, en kwamen ook terecht op de verzamel-cd in de serie The Golden Years of Dutch Pop Music. Een compleet album met de soundtrack van de film is er nooit gekomen. 
Voor de buitenlandse release van de film (onder de titel A Woman like Eve zijn de gezongen stukken vervangen door een instrumentale variant. Voor de DVD-release door Bridge Entertainment is niet een Nederlandse, maar een buitenlandse kopie van de film gebruikt, zodat de Eshuijs-songs niet meer te horen zijn.
1896-1909 · 1910-19 · 1920-29 · 1930-39 · 1940-49 · 1950-59 · 1960-69 · 1970-79 · 1980-89 · 1990-99 · 2000-09 · 2010-19
· 2020-29